# Hylaeus absonulus
Hylaeus absonulus är en biart som beskrevs av Cockerell 1936. Hylaeus absonulus ingår i släktet citronbin, och familjen korttungebin. Inga underarter finns listade i Catalogue of Life.